# Kingsford
Kingsford is een plaats (city) in de Amerikaanse staat Michigan, en valt bestuurlijk gezien onder Dickinson County.

## Demografie
Bij de volkstelling in 2000 werd het aantal inwoners vastgesteld op 5549.
In 2006 is het aantal inwoners door het United States Census Bureau geschat op 5437, een daling van 112 (-2.0%).

## Geografie
Volgens het United States Census Bureau beslaat de plaats een oppervlakte van
11,8 km², waarvan 11,2 km² land en 0,6 km² water.

## Plaatsen in de nabije omgeving
De onderstaande figuur toont nabijgelegen plaatsen in een straal van 36 km rond Kingsford.